# Hating Life
Hating Life utgavs 1996 av Century Media Records och är det svenska death metalbandet Graves fjärde fullängdsalbum. Det spelades in i Sunlight Studio och producerades av Thomas Skogsberg. Efter att den tidigare sångaren och basisten Jörgen Sandström lämnat bandet tog gitarristen Ola Lindgren på detta album även hand om sång och basspel. Trummorna sköter Jens Paulsson även på denna platta.
Albumet är designat av Media Logistics med fotografi av Rolf Brenner och Karin Nilsson. 

## Låtlista
1. "Worth the Wait"   – 3:42
2. "Restrained"   – 3:44
3. "Winternight"   – 3:03
4. "Two of Me"   – 2:39
5. "Beauty Within"   – 3:47
6. "Lovesong"   – 3:12
7. "Sorrowfilled Moon"   – 4:23
8. "Harvest Day"   – 3:44
9. "Redress"   – 3:30
10. "Still Hating Life"   – 1:15

## Banduppsättning
- Ola Lindgren - gitarr, sång, bas
- Jens "Jensa" Paulsson - trummor, sång